# Ellenbeckia
Ellenbeckia é um gênero de mariposa pertencente à família Bombycidae.